# Adrián Solano
Adrián Solano (* 21. Oktober 1994 in Maracay, Aragua) ist ein ehemaliger venezolanischer Skilangläufer. Mit seinem unbeholfenen Stil machte er bei den Nordischen Skiweltmeisterschaften 2017 in Lahti die internationalen Medien auf sich aufmerksam.

## Biografie
Adrián Solano stammt aus Maracay, wo er als Koch sein Geld verdient. Mit dem Rollski-Sport begann er erst im Alter von 21 Jahren, weil er laut eigenen Aussagen das „Ausprobieren schwieriger Dinge“ liebe. Mit Unterstützung seines erfahrenen Landsmanns, des mehrfachen WM-Teilnehmers César Baena, begann er, an den Wochenenden täglich fünf Stunden zu trainieren, und bekam schließlich die Möglichkeit, Venezuela bei den Nordischen Skiweltmeisterschaften 2017 im finnischen Lahti zu vertreten.

### Zwischenfall in Paris
Bereits die Anreise zur WM verlief für den Athleten turbulent. Solano plante, sich in Schweden auf das bevorstehende Großereignis vorzubereiten; bei einer Zwischenlandung in Paris wurde ihm jedoch die Weiterreise verwehrt. Flughafenbedienstete nahmen ihm nicht ab, ein professioneller Skisportler auf dem Weg zum Training zu sein. Gerüchte, wonach er als Terrorverdächtiger von der französischen Polizei in U-Haft genommen worden sei und vom venezolanischen Konsulat ausgelöst werden musste, konnten nicht bestätigt werden. Solano fühlte sich von den französischen Behörden dennoch diskriminiert, und auch die venezolanische Regierung kritisierte das Vorgehen der Beamten scharf.
Mit lediglich 28 Euro in der Tasche sah sich Solano gezwungen, die Rückreise anzutreten. Der finnische Geschäftsmann Aleksi Valavuori wurde auf die Geschichte aufmerksam und kontaktierte Solanos Trainer César Baena, mit dem er eine Sammelaktion auf die Beine stellte. Binnen weniger Tage konnten mittels Crowdfunding 4000 Euro akquiriert werden, mit denen sowohl ein Flugticket als auch Aufenthaltskosten des Langläufers finanziert wurden.

### WM 2017
Neben den Brüdern César und Bernardo Baena nahm er als einer von mehreren venezolanischen Langläufern an den nordischen Skiweltmeisterschaften teil. In der Qualifikation über 10 km klassisch musste er am 22. Februar 2017 kraftbedingt nach halber Strecke und bereits mehr als 39 Minuten Rückstand aufgeben und wurde mit DNF gewertet. In der Qualifikation für den Sprint belegte er einen Tag später den 156. und letzten Platz. Mit einem gebrochenen Stock und mehr als zehn Minuten Rückstand auf Sieger Sergei Ustjugow kämpfte sich Solano nach mehreren Stürzen ins Ziel.
In Verbindung mit seiner Vorgeschichte brachten ihm diese Auftritte auch per Videos reichlich Sympathien ein. Im deutschsprachigen Raum wurde er unter anderem als „lustigster Langläufer der Geschichte“ und „tollpatschiger und tragischer Held“ tituliert.
Der New-York-Times-Autor Jack Williams nannte den Südamerikaner in einem Atemzug mit Eddie the Eagle und der jamaikanischen Bobmannschaft von Calgary 1988. Erst im Nachhinein gab Solano bekannt, in Lahti erstmals überhaupt auf Schnee gelaufen zu sein.

## Erfolge

### Weltmeisterschaften
- Lahti 2017: 156. Sprint